# Borišov
Borišov (1510 m) – jeden z najwyższych szczytów w grupie górskiej Wielkiej Fatry w Karpatach Zachodnich na Słowacji

## Topografia
Borišov leży w centralnej części grupy górskiej. Jego masyw należy już do zachodniej, tzw. "turczańskiej" gałęzi Wielkiej Fatry: jest pierwszym (licząc od zwornikowego szczytu Ploská) i najwyższym szczytem w tej gałęzi, a zarazem jedynym, którego wysokość przekracza 1500 m n.p.m. Sam szczyt Borišova nie leży w głównym grzbiecie gałęzi "turczańskiej", lecz już w drugorzędnym, bocznym (chociaż długim i potężnym) grzbiecie, biegnącym na północny zachód i rozdzielającym doliny: Belianska dolina na północnym wschodzie i Necpalská dolina na południowym zachodzie.
Borišov leży na terenie Parku Narodowego Wielka Fatra. Zaliczany jest w skład najwyższej i najbardziej reprezentatywnej dla tych gór jednostki, tzw. Halnej Fatry (słow. Hôľna Fatra). 
W południowo-zachodnie, opadające do Necpalskiej doliny stoki Borišova wcinają się dwie żlebowate dolinki: Ondrejkova dolina i Dolnoborišovská dolina. W stokach północnych, opadających do Belianskej doliny znajduje się dolinka Horny Borišov. 

## Geologia i morfologia
Masyw Borišova zbudowany jest z grubych warstw margli dolnej i środkowej kredy, należących do tzw. płaszczowiny kriżniańskiej. Stosunkowo niska odporność skał budujących szczyt zadecydowała z jednej strony o jego łagodnych kształtach, zaś z drugiej – o dosyć urozmaiconej rzeźbie stoków, będących przykładem działania różnych form erozji.
Południowy stok Boryszowa, równy i wyraźnie zaklęśnięty, opadający ku Hornoborišowskiej dolinie (Hornoborišovská dolina), jest jednym z najbardziej zagrożonych lawinami śnieżnymi miejsc w Wielkiej Fatrze.

## Przyroda ożywiona
Kopuła szczytowa Borišova nie jest zalesiona, dzięki czemu jest dobrym punktem widokowym. Pokrywają ją dość ubogie w gatunki łąki, na których wczesną wiosną zakwita obficie szafran spiski. Latem kwitnie tu goryczuszka gorzkawa, goryczuszka orzęsiona, wyniosły ostrożeń głowacz, a na niskich murawach naskalnych różeniec górski. Niemniej izolowane grupy drzew na szczycie świadczą o tym, że kiedyś las sięgał aż po wierzchołek tej góry (najwyżej w całej Wielkiej Fatrze). Na północnych stokach występują górnoreglowe świerczyny ze znacznym udziałem jaworu. W buczynach poniżej schroniska kwitnie śnieżyczka przebiśnieg i cebulica dwulistna, a wzdłuż drobnych cieków wodnych złoć żółta.
Północne stoki Borišova aż po dno Doliny Bialskiej na wysokości ok. 740 m n.p.m. obejmuje rezerwat przyrody Borišov. 

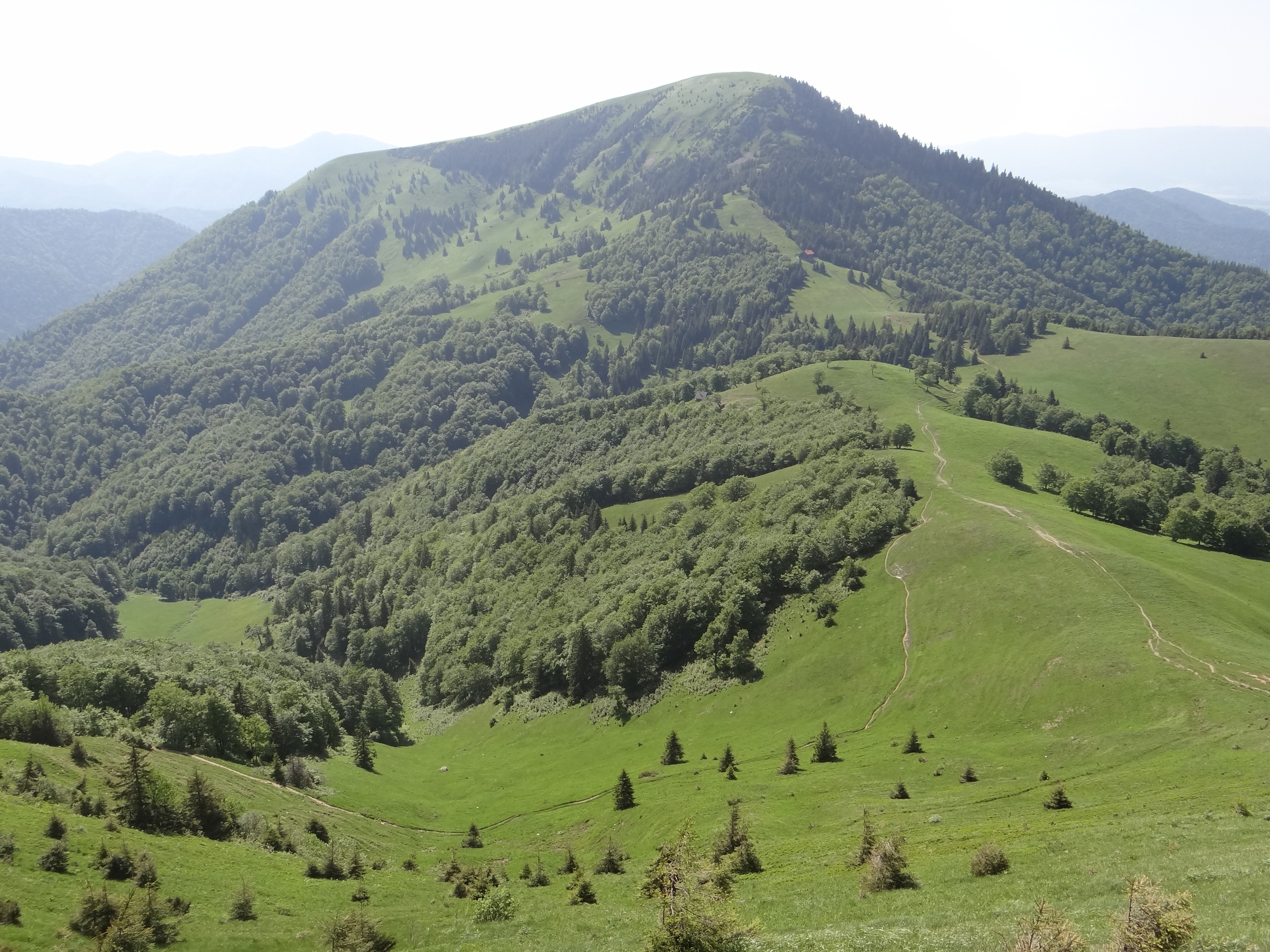
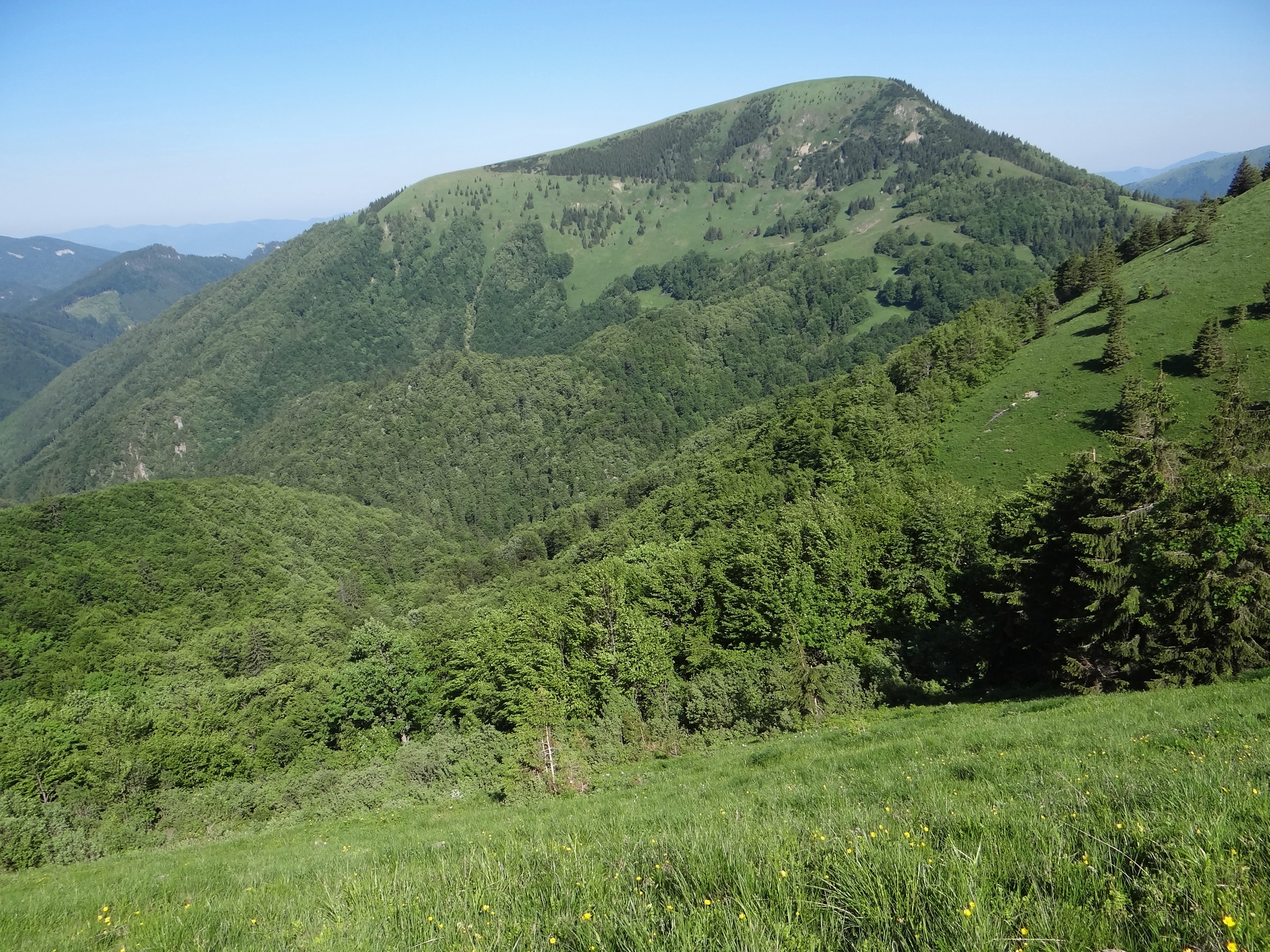
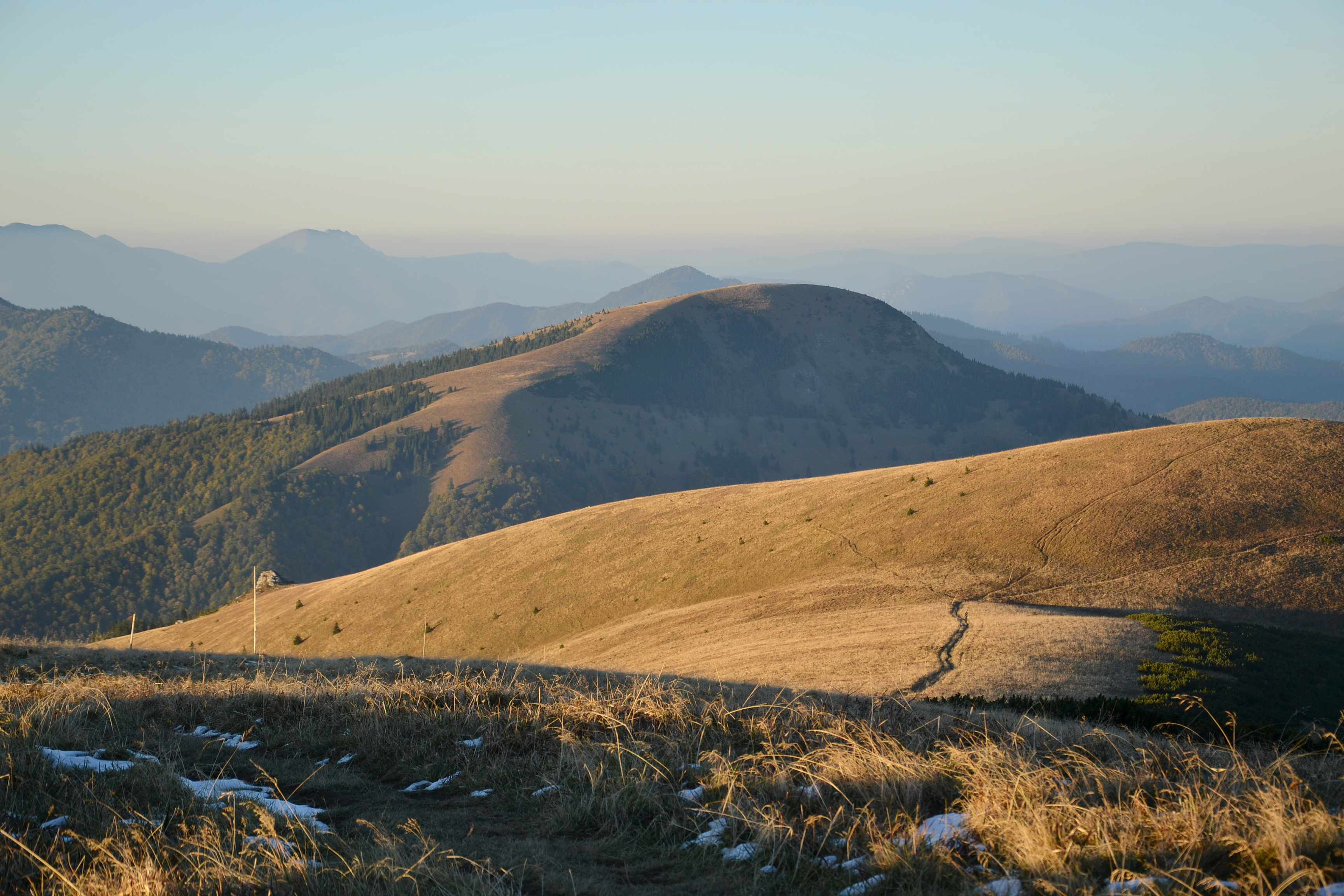

## Turystyka
Pod Borišovem na wysokości 1366 m n.p.m., na grzbiecie w odległości ok. 600 m na wschód od szczytu, znajduje się jedyne z prawdziwego zdarzenia schronisko turystyczne w Wielkiej Fatrze – Chata pod Borišovom. Jego wznoszenie rozpoczął w 1937 r. Oddział Klubu Czechosłowackich Turystów (KČST) w Martinie, ale budowę (ze względu na trudności z dowozem materiałów) ukończono dopiero w 1942 r. W czasie słowackiego powstania narodowego było obsadzone przez oddziały powstańcze i tylko wyjątkowym zbiegiem okoliczności uniknęło zniszczenia przez Niemców. Już od maja 1945 r. ochotnicy z Klubu Słowackich Turystów i Narciarzy (KSTL) z Martina zaczęli je remontować. Zostało oddane do użytku w 1949 r. Później było jeszcze kilkakrotnie remontowane (m.in. doprowadzono bieżącą wodę, którą pierwotnie trzeba było donosić z ujęć położonych poniżej budynku). Jest 20 miejsc noclegowych, ale w razie potrzeby może schronisko przyjąć jednorazowo 30-40 turystów.
Na szczyt Borišova spod chaty wiedzie żółty szlak turystyczny. Węzeł szlaków turystycznych znajduje się tuż poniżej schroniska.
  Chata pod Borišovom – Borišov. Deniwelacja 250 m, odległość 1 km, czas podejścia 45 min, ↓ 30 min.